# Carpinus orientalis
Carpinus orientalis, el carpe oriental es un carpe nativo del sureste de Europa,

## Descripción
Es un pequeño árbol que alcanza los 8-10 m de altura, con corteza lisa y gris. Sus hojas miden de 3 a 5 cm.

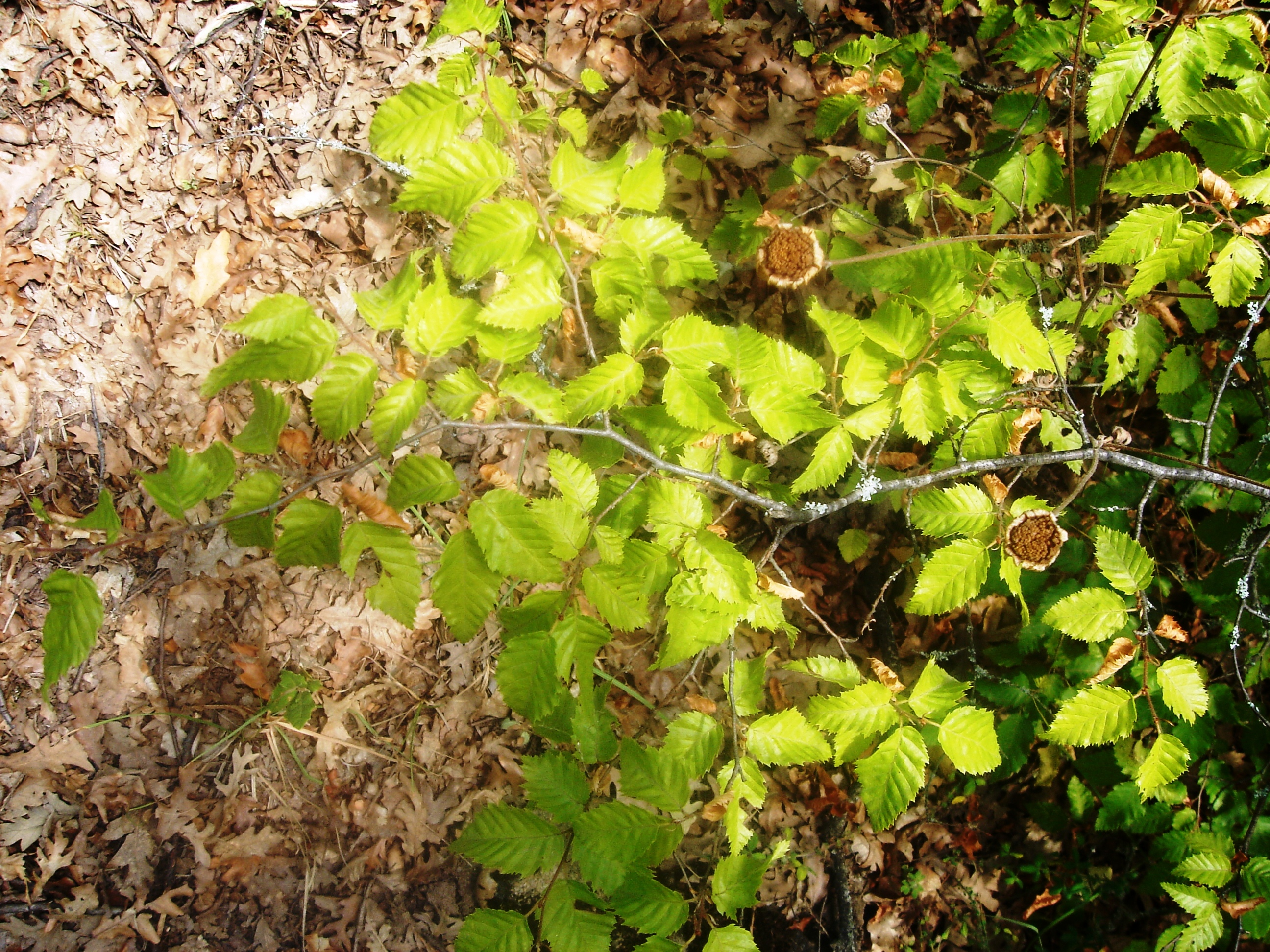
Carpinus orientalis

## Difusión
Este árbol se halla en toda Europa del este y en el Asia menor: Cáucaso, Irán, Turquía, Italia (hasta Sicilia), Balcanes, Grecia, Ucrania.

## Taxonomía
El género fue descrito por Philip Miller  y publicado en The Gardeners Dictionary:...edition seven no. 3. 1759.
Sinonimia
- Carpinus macrocarpa Browicz[2][3]